# اسپینون ال لاگو
اسپینون ال لاگو (به ایتالیایی: Spinone al Lago) یک کومونه در ایتالیا است که در استان برگامو واقع شده‌است. اسپینون ال لاگو ۲٫۰ کیلومتر مربع مساحت و ۱٬۰۳۹ نفر جمعیت دارد و ۳۶۰ متر بالاتر از سطح دریا واقع شده‌است.

## خواهرخوانده
شهر Flaviac خواهرخواندهٔ اسپینون ال لاگو هست.